# Shanghai Jinse Nianhua Nanzi Paiqiu Julebu
Lo Shanghai Jinse Nianhua Nanzi Paiqiu Julebu (上海金色年华男子排球俱乐部S, Shànghǎi Jīnsè Niánhuá Nánzǐ Páiqiú JùlèbùP) è una società pallavolistica cinese, con sede a Shanghai: milita nel campionato cinese di Chinese Volleyball Super League.

## Rosa 2015-2016
| N° | Nome            | Ruolo | Data di nascita   | Nazionalità sportiva |
| -- | --------------- | ----- | ----------------- | -------------------- |
| 1  | Dai Qingyao     | S/O   | 26 settembre 1991 | Cina                 |
| 2  | Liao Jianyu     | C     | 5 settembre 1995  | Cina                 |
| 3  | Huang Bin       | S     | 18 gennaio 1989   | Cina                 |
| 4  | Li Nan          | S     | 10 aprile 1998    | Cina                 |
| 5  | Zhang Yichen    | C     | 9 novembre 1992   | Cina                 |
| 6  | Wang Yuanjie    | C     | 5 gennaio 1995    | Cina                 |
| 7  | Li Chunhui      | S/O   | 7 marzo 1987      | Cina                 |
| 8  | Tong Jiahua     | L     | 13 dicembre 1992  | Cina                 |
| 9  | Zhan Guojun     | P     | 16 dicembre 1988  | Cina                 |
| 10 | Fang Yingchao   | S/O   | 3 agosto 1982     | Cina                 |
| 11 | Cristian Savani | S     | 22 febbraio 1982  | Italia               |
| 12 | Zhang Zhejia    | C     | 31 agosto 1995    | Cina                 |
| 13 | Chen Longhai    | C     | 29 marzo 1991     | Cina                 |
| 14 | Xu Zhensen      | P     | 1º settembre 1996 | Cina                 |
| 15 | Scott Touzinsky | S     | 22 aprile 1982    | Stati Uniti          |
| 16 | Ren Qi          | L     | 24 febbraio 1984  | Cina                 |
| 17 | Lin Zhijie      | S     | 19 febbraio 1992  | Cina                 |
| 17 | Giulio Sabbi    | S/O   | 10 agosto 1989    | Italia               |
| 18 | Zhang Sulei     | P     | 10 marzo 1992     | Cina                 |
| 19 | Tao Zixuan      | C     | 5 aprile 1999     | Cina                 |
| 20 | Li Jiayu        | S     | 13 febbraio 1985  | Cina                 |

## Palmarès
Campionato cinese: 12
1999-00, 2003-04, 2004-05, 2005-06, 2006-07, 2007-08, 2008-09, 2009-10, 2010-11, 2011-12,
2014-15, 2015-16

## Denominazioni precedenti
- ?-2014: Shanghai Nanzi Paiqiu Dui